# (30843) 1991 JK1
1991 جاي كي 1 (ويعرف أيضًا باسم (30843) 1991 جاي كي 1 وفق تسمية الكوكب الصغير) (بالإنجليزية: 1991 JK1)‏ هو كويكب ضمن حزام الكويكبات؛ وترتيبه 30843 من حيث الاكتشاف.
اكتُشف هذا الجُرم الفلكي بواسطة اليانور إف. هيلين في 8 مايو 1991.

## وصلات خارجية
- (30843) 1991 JK1 في قاعدة بيانات مختبر الدفع النفاث لأجرام النظام الشمسي الصغيرة

- الاكتشاف · مخطط المدار ·  العناصر المدارية · المعلمات المادية

- (30843) 1991 JK1 على موقع ويكي سكاي: DSS2, SDSS, GALEX, IRAS, Hydrogen α, X-Ray, Astrophoto, Sky Map, Articles and images